# Kreis Steinfurt
Der Kreis Steinfurt ist eine Gebietskörperschaft im Norden von Nordrhein-Westfalen (Deutschland). Er entstand am 1. Januar 1975 im Zuge der Kreisgebietsreform durch das Münster/Hamm-Gesetz aus dem alten Kreis Steinfurt, dem Kreis Tecklenburg und Teilen des Kreises Münster. Um eine Differenzierung zum Altkreis zu schaffen, wird er häufig auch als Großkreis Steinfurt bezeichnet. Die größte Stadt im Kreis Steinfurt ist Rheine.

## Geographie
Das westliche Kreisgebiet befindet sich im Münsterland, das östliche im Tecklenburger Land. Der Westerbecker Berg, die höchste Erhebung des Kreises, liegt in der Gemeinde Lienen (Bauerschaft Westerbeck). Er hat eine Höhe von 236 Meter über Normalhöhennull (NHN).
Der Kreis Steinfurt ist flächenmäßig der zweitgrößte Kreis in Nordrhein-Westfalen. Wegen der dezentralen geographischen Lage der Kreisstadt Steinfurt unterhält die Kreisverwaltung eine Nebenstelle in Tecklenburg, um eine ortsnahen Bürgerservice im gesamten Kreisgebiet zu gewährleisten.

### Nachbarkreise bzw. -städte
Der Kreis Steinfurt grenzt (im Uhrzeigersinn im Norden beginnend) an die Landkreise Grafschaft Bentheim und Emsland, an die kreisfreie Stadt Osnabrück und an den Landkreis Osnabrück (alle in Niedersachsen), an den Kreis Warendorf, an die kreisfreie Stadt Münster und an die Kreise Coesfeld und Borken (alle in Nordrhein-Westfalen).

### Kreisgliederung
Der Kreis Steinfurt gliedert sich in 24 kreisangehörige Gemeinden, von denen vier Mittlere kreisangehörige Städte sind und eine Große kreisangehörige Stadt ist.
| Name          | Einwohner | Fläche      | Einw./km² | Status                         | AGS        |
| ------------- | --------- | ----------- | --------- | ------------------------------ | ---------- |
| Altenberge    | 010.278   | 0062.96 km² | 163       | kreisangehörige Gemeinde       | 05 566 004 |
| Emsdetten     | 036.159   | 0072.06 km² | 502       | mittlere kreisangehörige Stadt | 05 566 008 |
| Greven        | 038.212   | 0140.26 km² | 272       | mittlere kreisangehörige Stadt | 05 566 012 |
| Hörstel       | 020.166   | 0107.54 km² | 188       | kreisangehörige Stadt          | 05 566 016 |
| Hopsten       | 00.7717   | 0099.83 km² | 077       | kreisangehörige Gemeinde       | 05 566 020 |
| Horstmar      | 00.7528   | 0044.76 km² | 168       | kreisangehörige Stadt          | 05 566 024 |
| Ibbenbüren    | 051.803   | 0108.87 km² | 476       | mittlere kreisangehörige Stadt | 05 566 028 |
| Ladbergen     | 00.6906   | 0052.35 km² | 132       | kreisangehörige Gemeinde       | 05 566 032 |
| Laer          | 00.6993   | 0035.26 km² | 198       | kreisangehörige Gemeinde       | 05 566 036 |
| Lengerich     | 022.557   | 0090.79 km² | 248       | kreisangehörige Stadt          | 05 566 040 |
| Lienen        | 00.8512   | 0073.44 km² | 116       | kreisangehörige Gemeinde       | 05 566 044 |
| Lotte         | 013.770   | 0037.69 km² | 365       | kreisangehörige Gemeinde       | 05 566 048 |
| Metelen       | 00.6539   | 0040.28 km² | 162       | kreisangehörige Gemeinde       | 05 566 052 |
| Mettingen     | 011.654   | 0040.60 km² | 287       | kreisangehörige Gemeinde       | 05 566 056 |
| Neuenkirchen  | 013.915   | 0048.44 km² | 287       | kreisangehörige Gemeinde       | 05 566 060 |
| Nordwalde     | 00.10.024 | 0051.60 km² | 194       | kreisangehörige Gemeinde       | 05 566 064 |
| Ochtrup       | 020.394   | 0105.63 km² | 193       | kreisangehörige Stadt          | 05 566 068 |
| Recke         | 011.341   | 0053.69 km² | 211       | kreisangehörige Gemeinde       | 05 566 072 |
| Rheine        | 077.209   | 0145.00 km² | 532       | große kreisangehörige Stadt    | 05 566 076 |
| Saerbeck      | 00.6906   | 0059.03 km² | 117       | kreisangehörige Gemeinde       | 05 566 080 |
| Steinfurt     | 034.860   | 0111.67 km² | 312       | mittlere kreisangehörige Stadt | 05 566 084 |
| Tecklenburg   | 00.9098   | 0070.49 km² | 129       | kreisangehörige Stadt          | 05 566 088 |
| Westerkappeln | 010.876   | 0085.83 km² | 127       | kreisangehörige Gemeinde       | 05 566 092 |
| Wettringen    | 00.8295   | 0057.69 km² | 144       | kreisangehörige Gemeinde       | 05 566 096 |
|               | 451.712   | 1795.76 km² | 252       | Kreis Steinfurt                | 05 566     |

(Einwohnerzahlen vom 31. Dezember 2024)

## Geschichte
Ab dem Jahr 1971 begannen die Planungen zu einer großen Kreisreform, bei der diverse Gliederungskonzepte kontrovers diskutiert wurden. Am 8. Mai 1974 wurde das Gesetz verabschiedet, das eine Kreisreform mit Wirkung vom 1. Januar 1975 beinhaltete:
Der bisherige Kreis Steinfurt (aufgrund der damaligen Kreisstadt Burgsteinfurt umgangssprachlich oft als „Kreis Burgsteinfurt“ bezeichnet) wurde ebenso wie der Kreis Tecklenburg aufgelöst. Zu letzterem gehörten die beiden größeren Städte Ibbenbüren und Lengerich sowie 2 weitere Städte und 16 andere Gemeinden. Beide Kreise wurden unter dem Namen Kreis Steinfurt vereinigt. Zusätzlich wurden die Stadt Greven sowie die Gemeinde Saerbeck aus dem ehemaligen Kreis Münster in den neu gegründeten Kreis Steinfurt eingebracht. Historisch hatten diese Kreise in der Vergangenheit kaum gemeinsame Beziehungen. Der alte Kreis Steinfurt wurde nach der Eingliederung des südlichen Westfalens als Provinz Westfalen in Preußen gebildet. Der größte Teil dieses früheren Kreises gehörte bis 1803 zum Hochstift Münster, war also katholisch geprägt, die Grafschaft Steinfurt gehörte dem calvinistischen Glauben an, ebenso die Grafschaft Tecklenburg – daneben gab es noch die Obergrafschaft Lingen, die überwiegend katholisch war, aber eine calvinistische Minderheit aufwies.
Zum Kreissitz wurde die am 1. Januar 1975 gegründete Stadt Steinfurt, die aus dem Zusammenschluss von Burgsteinfurt und Borghorst entstand, bestimmt.

Lage des ehemaligen Kreises Steinfurt am 31. Dezember 1974
Lage des ehemaligen Kreises Tecklenburg am 31. Dezember 1974
Lage des ehemaligen Landkreises Münster am 31. Dezember 1974

### Kreisstadt Steinfurt
Die 1975 gegründete Stadt Steinfurt ist Hauptsitz der Kreisverwaltung. Ursprüngliche Planungen der Gebietsreform sahen Rheine als neue Kreisstadt vor. Vielfältige Versuche der damaligen Stadt Burgsteinfurt wurden unternommen, um eine Verlagerung des Kreissitzes abzuwenden. Burgsteinfurt war nach den Maßstäben der Landesregierung zu klein, um weiterhin Kreisstadt zu bleiben. Eine Mindestgröße von 30.000 Einwohnern wurde nicht erreicht. Einen Ausweg aus dieser Situation sahen die Burgsteinfurter in einem Zusammenschluss mit der Nachbarstadt Borghorst. Dort hingegen war die Bereitschaft zu einer Fusion eher gering. Selbst ein Gutachten aus dem Jahr 1972 riet von einem Zusammenschluss aufgrund finanzwirtschaftlicher Gründe ab. Das Gutachten wies zudem auf die großen kulturellen Unterschiede zwischen den beiden Städten hin.
Mit Blick auf den drohenden Verlust der Kreisverwaltung ließ sich Borghorst von Burgsteinfurt überzeugen, einer Fusion der beiden Gemeinden zuzustimmen. Mit dem Inkrafttreten der Gemeindereform am 1. Januar 1975 wurde die neue Stadt Steinfurt gebildet. Die Stadt wurde nach dem bisherigen Kreis benannt, um den Namen Steinfurt für den neugebildeten Kreis bewahren zu können. Bereits wenige Monate nach der Umsetzung der Gebietsreform kam es zu ersten Problemen und Spannungen. Borghorst versuchte vor dem Verfassungsgerichtshof, eine Ausgliederung aus der neuen Stadt Steinfurt zu erwirken. Am 7. Mai 1976 wurde die Klage jedoch abgewiesen.
Ein zweiter und letztlich entscheidender Punkt war das neue Kreishaus in Burgsteinfurt. Als sich bereits die Gebietsreform in den 1960er Jahren ankündigte, beschloss der Altkreis Steinfurt im Jahr 1963 dessen umstrittenen Neubau. Dieses war in letzter Instanz ausschlaggebend für den Verbleib des Kreissitzes in Steinfurt und für den Verzicht auf das verkehrsgünstiger gelegene Rheine als Kreisstadt.
Bis heute wirken diese Entscheidungen nach. Steinfurt ist inmitten des Altkreises Steinfurt aus den Gemeinden des Altkreises Tecklenburg verkehrstechnisch schlecht erreichbar. Zudem gestaltet sich wie prognostiziert das Zusammenwachsen der Stadt Steinfurt weiterhin als schwierig.

## Einwohnerentwicklung

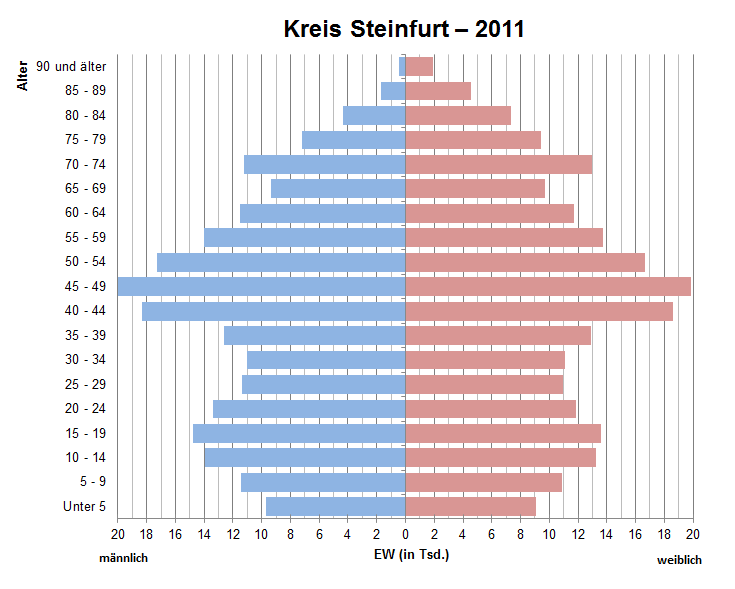
Bevölkerungspyramide für den Kreis Steinfurt (Datenquelle: Zensus 2011)

| Jahr      | 1975    | 1980    | 1985    | 1990    | 1995    | 2000    | 2005    | 2010    | 2015    | 2020    |
| --------- | ------- | ------- | ------- | ------- | ------- | ------- | ------- | ------- | ------- | ------- |
| Einwohner | 371.773 | 379.878 | 380.718 | 390.945 | 416.252 | 434.885 | 444.231 | 443.357 | 443.374 | 448.197 |

## Politik

### Kreistag
Die Kreistagswahl am 13. September 2020 führte entsprechend dem Ergebnis zu folgender Sitzverteilung:
| Partei / Liste | Sitze | +/− |
| CDU            | 26    | − 1 |
| SPD            | 16    | − 4 |
| GRÜNE          | 13    | + 6 |
| FDP            | 4     | + 1 |
| UWG            | 3     | ± 0 |
| DIE LINKE.     | 2     | ± 0 |
| AfD            | 2     | + 2 |

### Landräte
- 1975–1994: Martin Stroot (CDU)
- 1994–1999: Christina Riesenbeck (SPD)
- 1999–2015: Thomas Kubendorff (CDU)
- 2015–2020: Klaus Effing (CDU)
- seit 2020: Martin Sommer (parteilos)

Seit dem 1. Mai 2020 war das Amt des Landrats wegen des Rücktritts Klaus Effings vakant. Die Aufgaben wurden seitdem kommissarisch vom Kreisdirektor Martin Sommer und der ersten stellvertretenden Landrätin Gisela Köster wahrgenommen. Bei der Kommunalwahl 2020 kandidierte Sommer, der bis Anfang 2020 selbst der CDU angehört hatte, als parteiloser Einzelbewerber für das vakante Amt des Landrats und setzte sich am 27. September 2020 in einer Stichwahl deutlich mit 68,7 Prozent gegen den CDU-Kandidaten Mathias Krümpel durch.

### Oberkreisdirektoren
- 1947–1955: Johannes Strunden
- 1956–1980: Leo Böhmer[16]
- 1980–1996: Heinrich Hoffschulte

### Wappen
Blasonierung: „In Gold ein breiter roter Balken, darauf ein goldener, mit einem roten Schwan belegter Schild, oben in Gold zwei rote Seerosenblätter, unten in Gold ein rotes Seerosenblatt.“
Das Kreiswappen verbindet Teile der Wappen der früheren Kreise Münster, Steinfurt und Tecklenburg. Der rote Balken in Gold war das bekannte Zeichen des Hochstiftes Münster und stand in allen Wappen des ehemaligen Kreises Münster. Der Schwan war das Wappentier der Grafschaft Steinfurt und stand deshalb im Wappen des Altkreises Steinfurt. Die roten Seerosenblätter waren das Spiegelbild der Grafen von Tecklenburg und stammen aus dem Wappen des früheren Kreises Tecklenburg.

## Wirtschaft und Infrastruktur
Im Zukunftsatlas 2019 belegte der Kreis Steinfurt Platz 144 von 401 Landkreisen, Kommunalverbänden und kreisfreien Städten in Deutschland und zählt damit zu den Regionen mit „ausgeglichenem Chancen-Risiko-Mix“ für die Zukunft.

### Rundfunk
- Regionalbüro Steinfurt des WDR mit Sitz in Rheine[18]
- Radio RST (Lokalsender für den Kreis Steinfurt) mit Sitz in Rheine

### Verkehr
Zur Entwicklung des Postwesens in und um Steinfurt siehe Postgeschichte von Steinfurt
Eisenbahnstrecken:

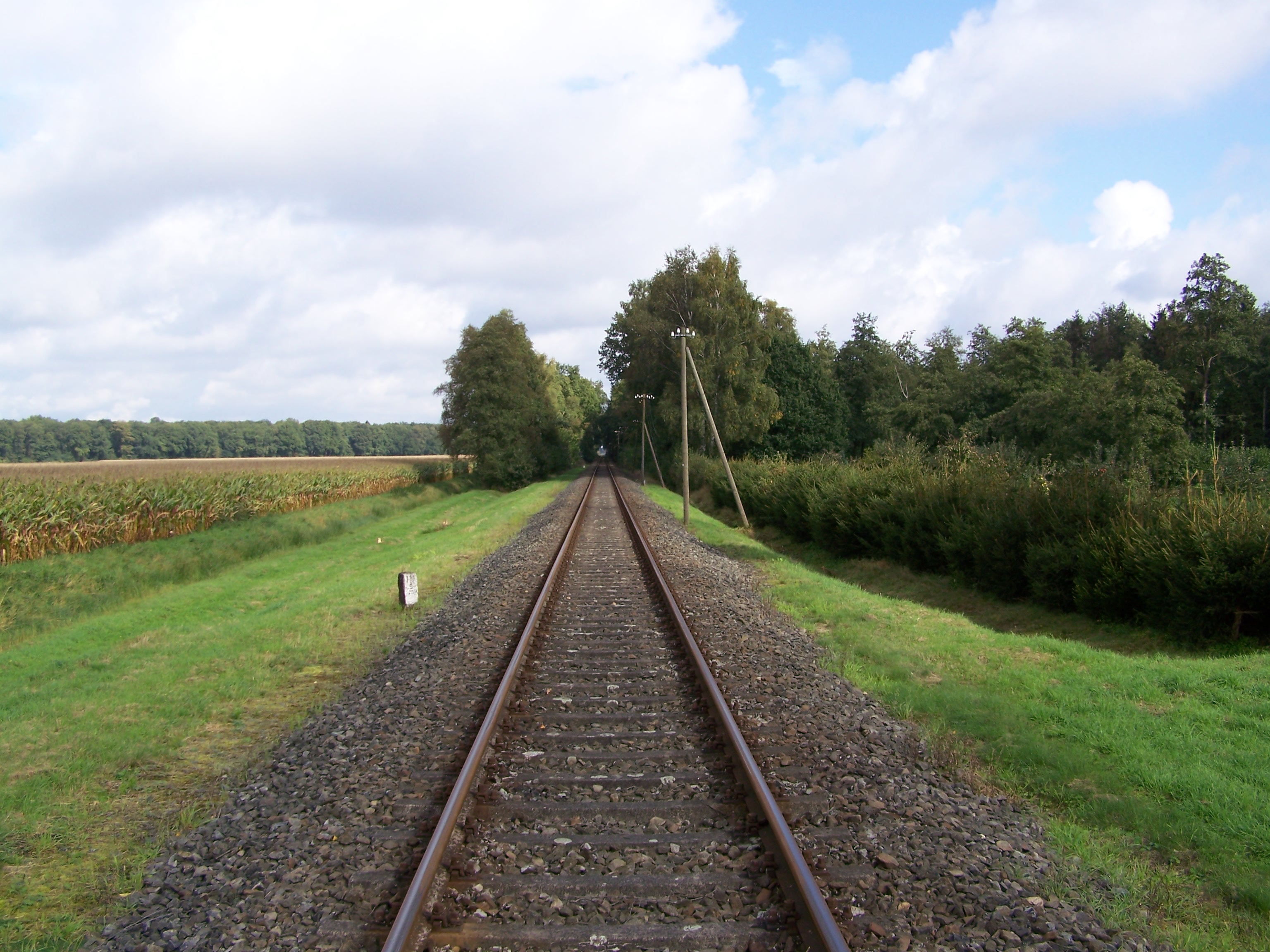
Eisenbahnstrecke im Kreis Steinfurt

Es befinden sich im Kreis Steinfurt die folgenden Eisenbahnstrecken:
1. (Kbs. 375) Amsterdam – Bad Bentheim – Rheine – Ibbenbüren – Osnabrück Altstadt – Osnabrück-Hbf – Bünde – Bielefeld / Hannover;
2. (Kbs. 385) (Köln –) Münster – Lengerich – Osnabrück-Hbf – Diepholz – Bremen;
3. (Kbs. 392) Osnabrück-Hbf – Osnabrück Altstadt – Halen – Bramsche – Oldenburg – Wilhelmshaven;
4. (Kbs. 394) Osnabrück-Hbf – Osnabrück Altstadt – Halen – Bramsche – Vechta – Bremen;
5. (Kbs. 395) (Münster –) Rheine – Lingen – Leer – N.-Norddeich;
6. (Kbs. 407) Münster – St.-Borghorst – St.-Burgsteinfurt – Gronau – Enschede;
7. (Kbs. 410) Hamm – Münster – Greven – Emsdetten – Rheine (– N.-Norddeich).

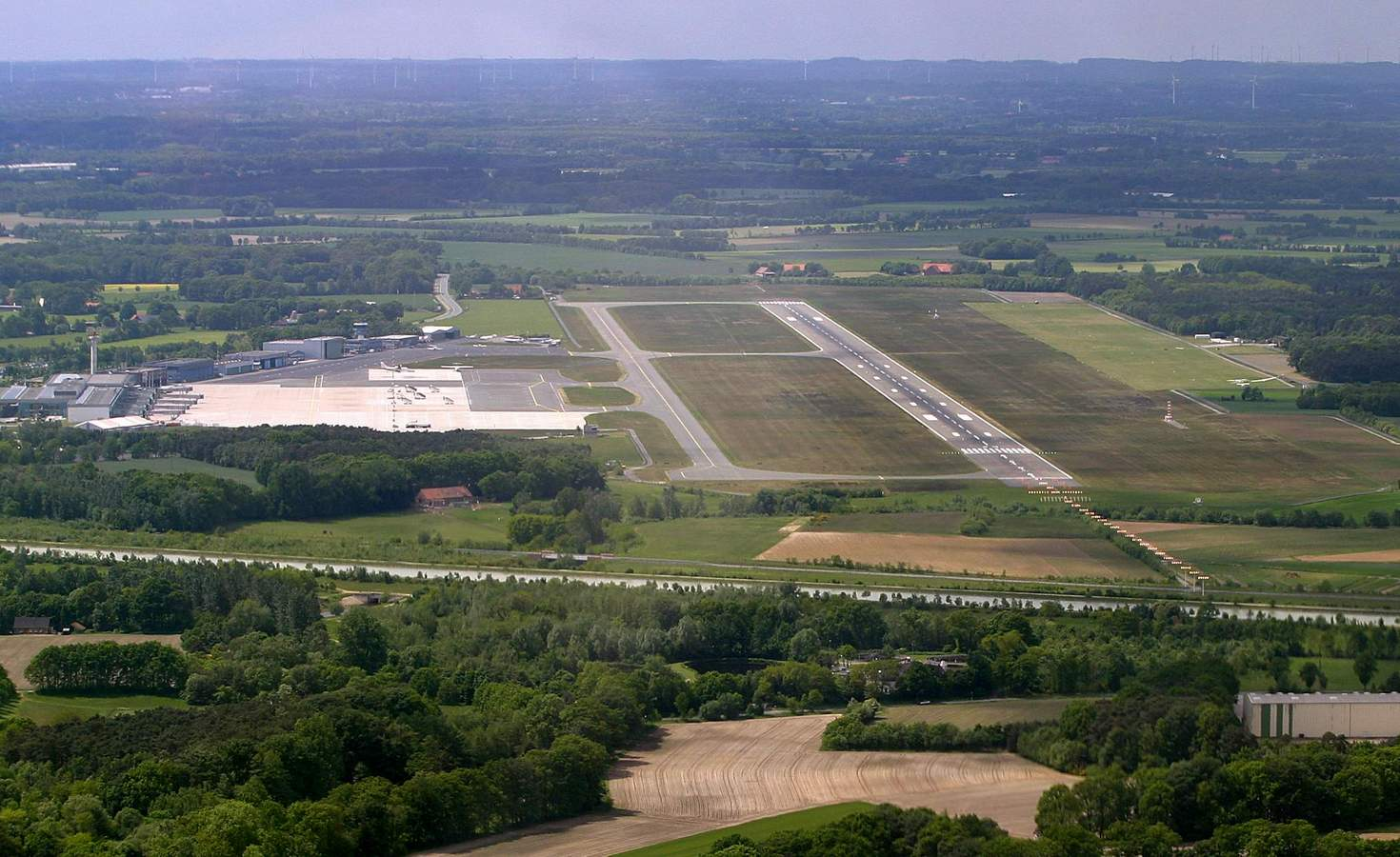
Flughafen Münster-Osnabrück in Greven

Des Weiteren gab es die folgenden weiteren Strecken (zurzeit ohne SPNV)
1. Osnabrück – Wersen – Westerkappeln – Mettingen – Recke – Rheine („Tecklenburger Nordbahn“)
2. Ibbenbüren – Tecklenburg – Lengerich – Bad Iburg – Gütersloh („Teutoburger Wald-Eisenbahn“)
3. Coesfeld – St.-Burgsteinfurt – Rheine – Fürstenau – Quakenbrück, ab Spelle stillgelegt
4. Rheine – Gronau, stillgelegt und demontiert

Der Nahverkehrsplan SPNV Westfalen-Lippe sieht vor, dass als moderne Regionalbahn die Strecke der Tecklenburger Nordbahn Osnabrück – L.-Wersen – Westerkappeln – Mettingen – Recke wieder eröffnet werden soll.
Der internationale Flughafen Münster-Osnabrück (ICAO-Code: EDDG) liegt in Greven. Der Kreis Steinfurt ist mit knapp 30 % Beteiligung einer der bedeutendsten Gesellschafter des Flughafens.

## Sehenswürdigkeiten

### Museen
Im Kreis Steinfurt existieren 34 Museen (siehe Liste der Museen im Kreis Steinfurt):
- in Altenberge: Eiskeller, Museum Zurholt, Schlepper- und Geräte-Museum
- in Emsdetten: August-Holländer-Museum, Galerie Münsterland, Wannenmacher-Museum
- in Greven: Kunstturm, Sachsenhof
- in Hörstel: Kloster Gravenhorst
- in Hopsten: Haus Nieland
- in Ibbenbüren: Bergbaumuseum, Motorradmuseum, Stadtmuseum
- in Ladbergen: Heimatmuseum Ladbergen
- in Laer: Holskenmuseum
- in Metelen: Eisenbahnmuseum Metelen Land, Mühlenmuseum Plagemanns Mühle
- in Mettingen: Postmuseum, Schulmuseum, Tüöttenmuseum
- in Nordwalde: Georg-Kramann-Heimatmuseum
- in Ochtrup: Puppen- und Spielzeugmuseum, Töpfereimuseum
- in Recke: Alte Ruthemühle mit heimatkundlichem Museum
- in Rheine: Josef Winckler Museum, Kloster Bentlage, Stadtmuseum
- in Saerbeck: Heimathaus und Brennereimuseum
- in Steinfurt: Heimatmuseum, Heinrich-Neuy-Bauhaus-Museum, Niedermühle
- in Tecklenburg: Kreismuseum Steinfurt
- in Westerkappeln: Traktorenmuseum

### Baudenkmale

#### Jüdische Friedhöfe
Im Kreis Steinfurt gibt es mindestens zehn jüdische Friedhöfe, auf denen sich noch Grabsteine befinden: Jüdischer Friedhof (Borghorst), Neuer Jüdischer Friedhof (Burgsteinfurt), Jüdischer Friedhof (Hopsten), Jüdischer Friedhof (Ibbenbüren), Jüdischer Friedhof (Lengerich), Jüdischer Friedhof (Metelen), Jüdischer Friedhof (Ochtrup), Jüdischer Friedhof (Rheine, Lingener Straße), Jüdischer Friedhof (Rheine, Rodder Damm), Jüdischer Friedhof (Westerkappeln) (siehe Kategorie:Jüdischer Friedhof im Kreis Steinfurt). Es sind Kulturdenkmäler – steinerne Zeugen für ehemals existierende jüdische Gemeinden und eines oft regen jüdischen Gemeindelebens bis in die 1930er Jahre.

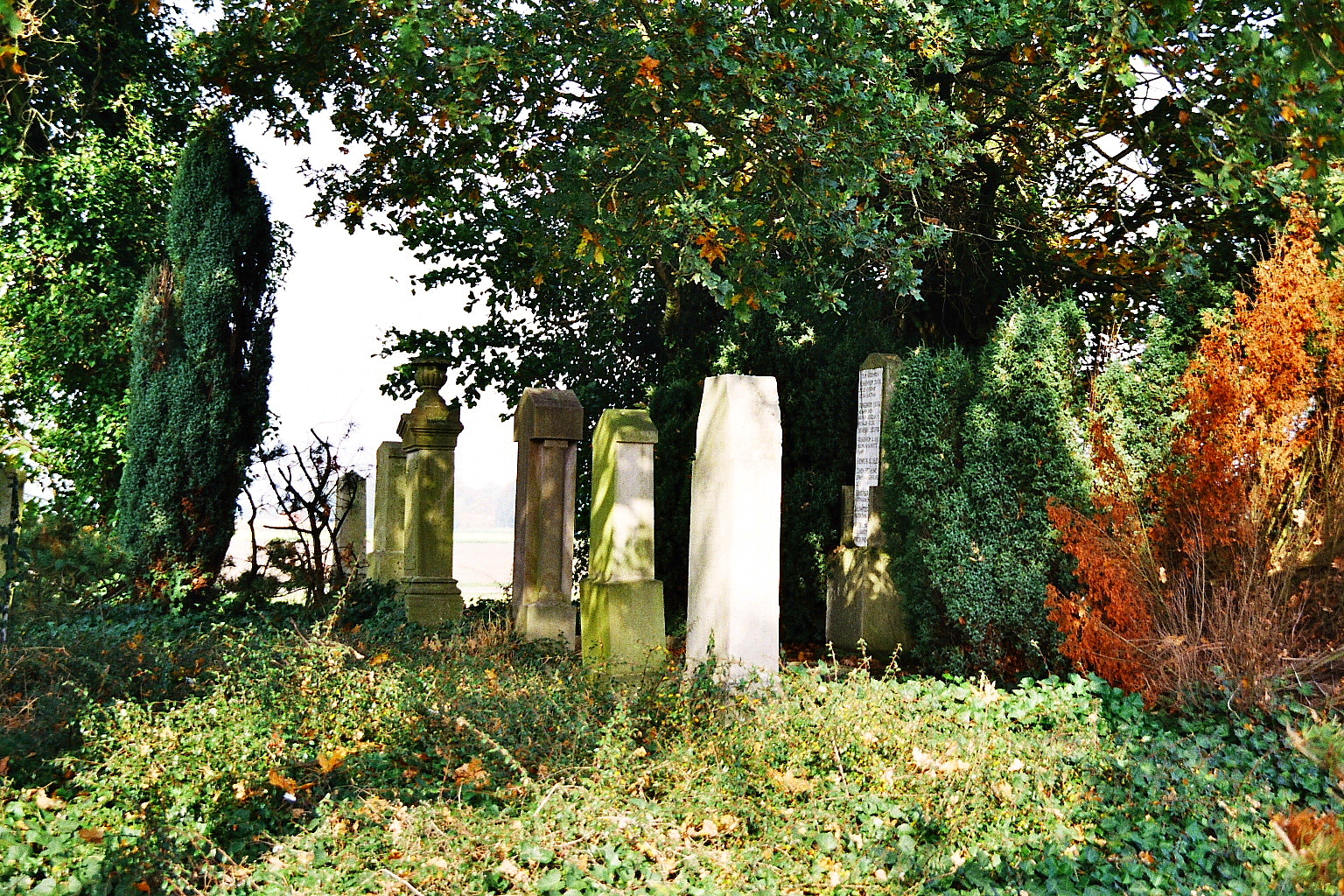
Jüdischer Friedhof Hopsten
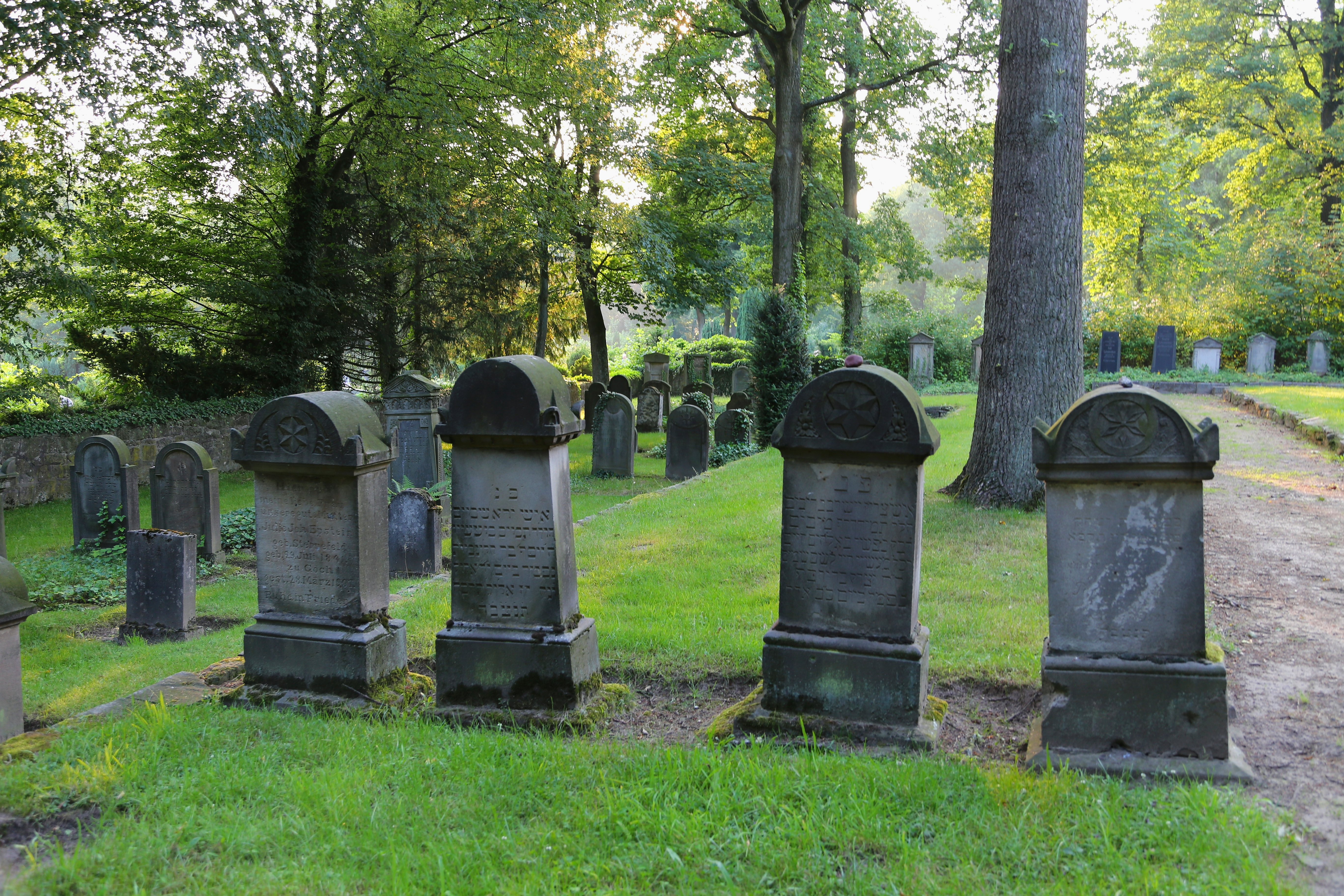
Jüdischer Friedhof Ibbenbüren
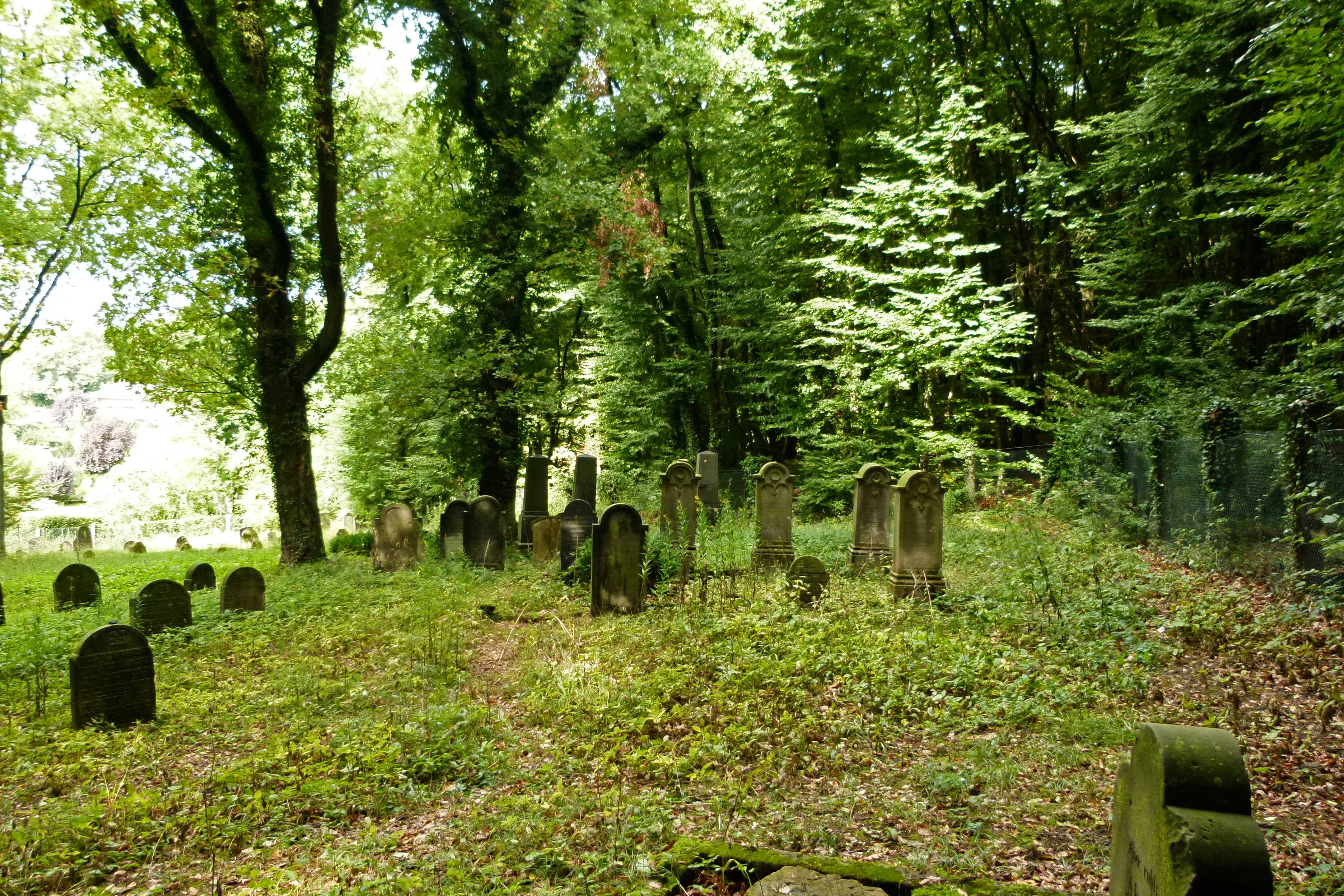
Jüdischer Friedhof Lengerich
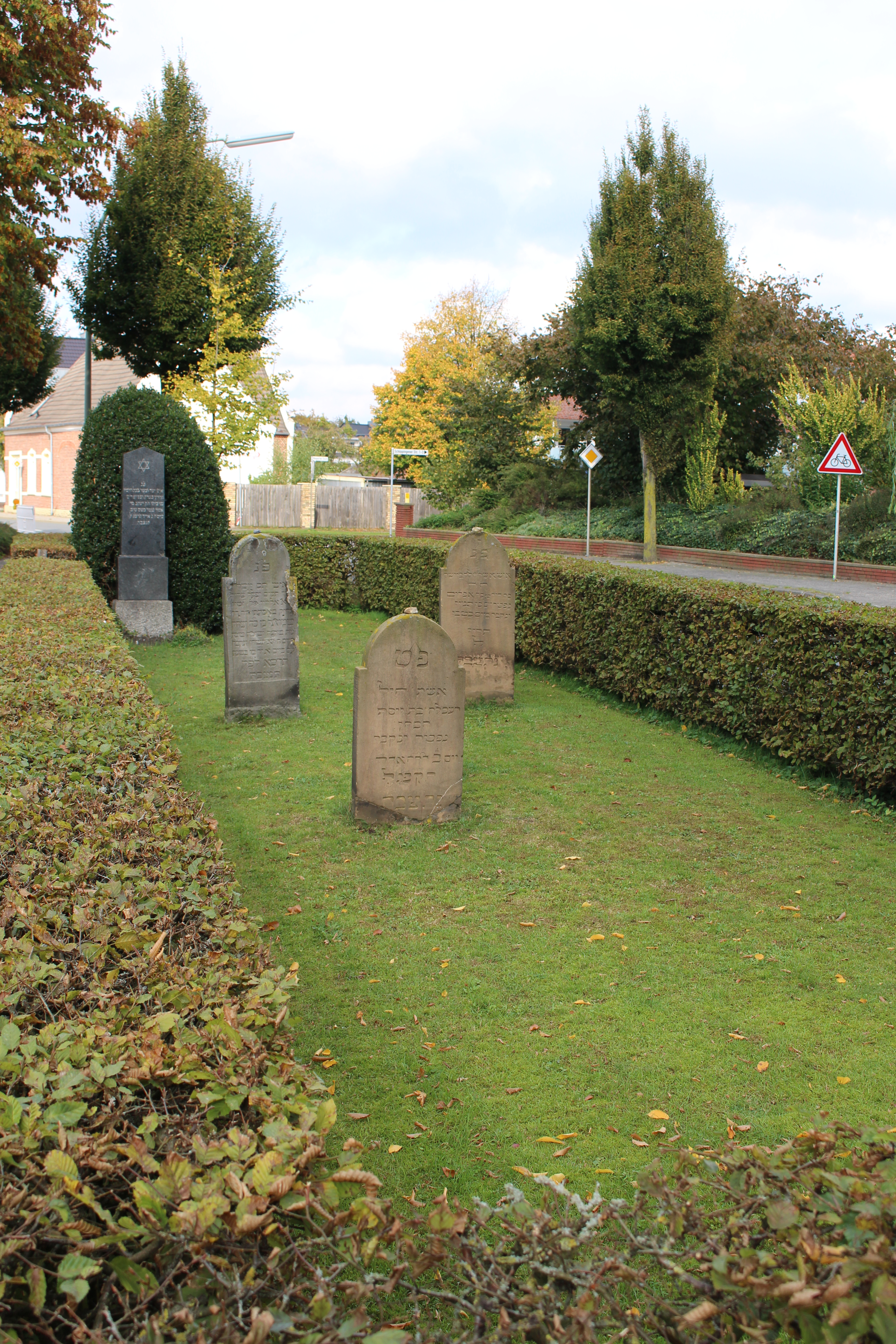
Jüdischer Friedhof Metelen
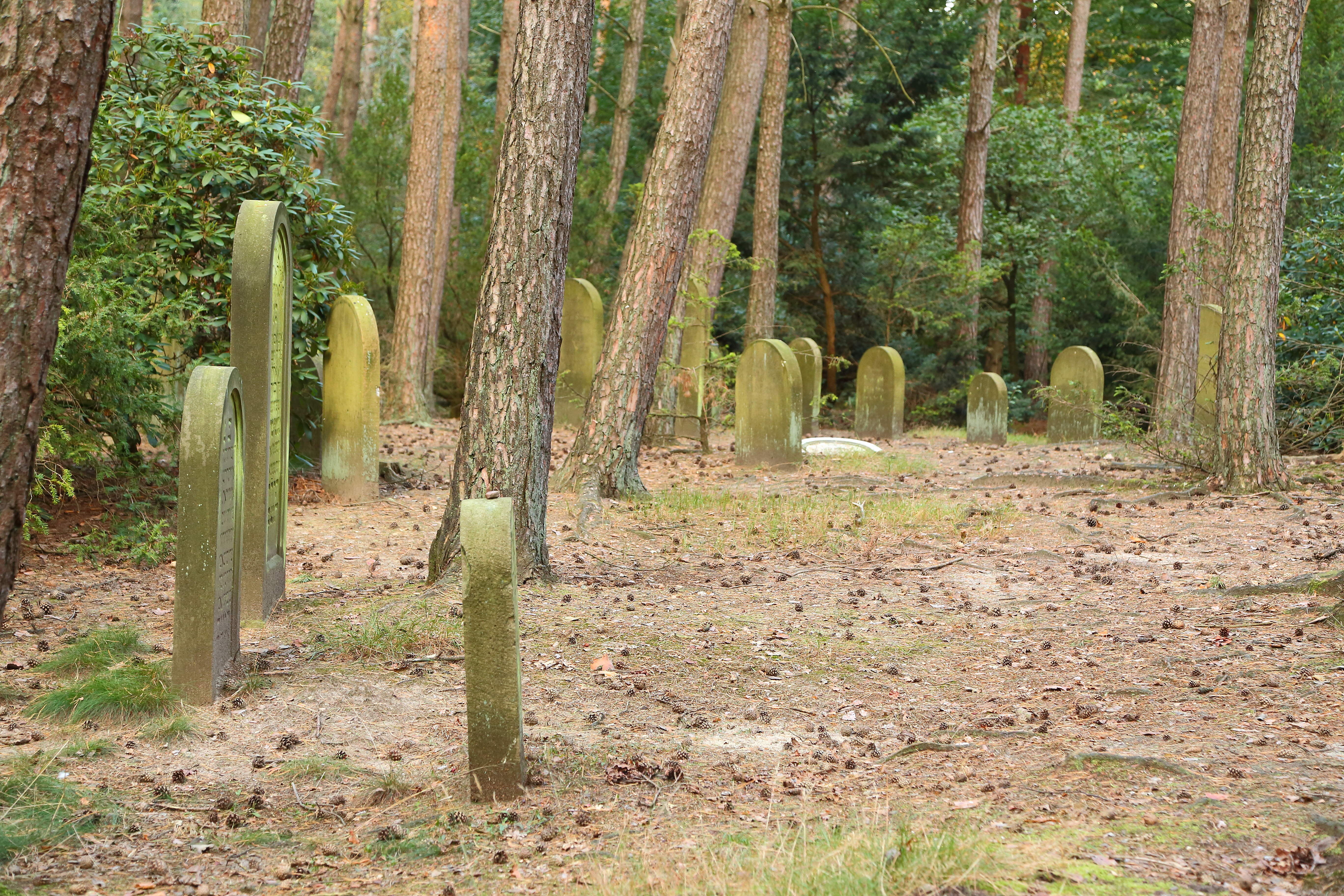
Jüdischer Friedhof Westerkappeln

## Kfz-Kennzeichen

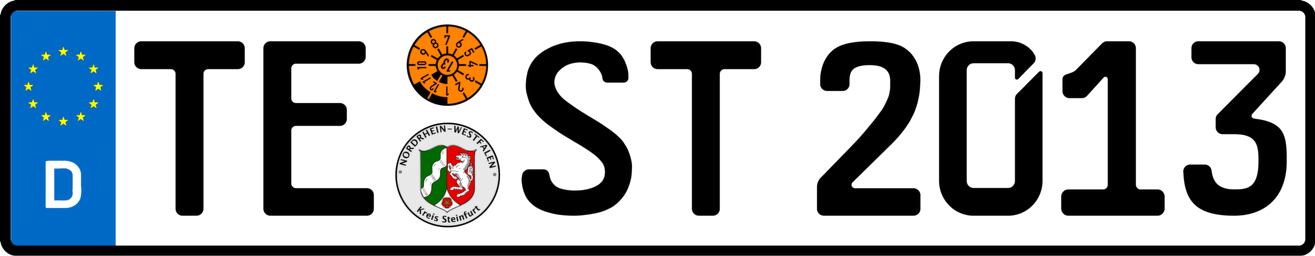
Kfz-Kennzeichen TE des alten Kreises Tecklenburg

Mit großer Mehrheit und gegen die Empfehlung der Kreisverwaltung beschloss der Steinfurter Kreistag im April 2013 überraschend die Wiedereinführung der bis zur Gebietsreform 1975 gültigen Altkennzeichen. Der Antrag auf Wiedereinführung des TE-Kennzeichen beruhte auf einer Initiative der FDP aus dem Tecklenburger Land. Ein Antrag für das BF-Kennzeichen lag dem Kreistag nicht vor, wurde aber von der Steinfurter CDU während der Sitzung des Kreistages gestellt, als sich eine Mehrheit für das TE-Kennzeichen abzeichnete. Die Fahrzeughalter im Kreis können zwischen dem Standard-Kfz-Kennzeichen ST und den beiden Kennzeichen der Altkreise Tecklenburg, TE, und (Burg-)Steinfurt, BF, wählen.
Im ersten Schritt nahm der Kreis ab dem 22. Mai 2013 Reservierungen entgegen. Die Ausgabe der ersten TE- bzw. BF-Kennzeichen erfolgte am 3. Juli 2013. Bereits in der Reservierungsphase liefen mehreren tausend Vorbestellungen ein. In der ersten Ausgabewoche überstieg die große Resonanz aus der gesamten Region Tecklenburger Land alle Erwartungen. So vergab der Kreis Steinfurt in diesem kurzen Zeitraum weit über 500 Kennzeichen mit dem TE-Kürzel. Hingegen blieben die Zulassungszahlen für BF mit ca. 160 Kennzeichen verhalten.
Die erste Bilanz nach einem halben Jahr zeigte deutlich, dass sich die Altkennzeichen mit weit über 7000 Zulassungen großer Beliebtheit erfreuen. Im Kreis Steinfurt zeigte sich dabei ein eindeutiger Trend zu Gunsten des TE-Kennzeichens mit insgesamt 4187 Stück gegenüber dem BF-Kennzeichen mit 2167 Stück (Angaben ohne Bestand von vor 1975). Absoluter Spitzenreiter ist die Stadt Ibbenbüren mit insgesamt 1588 Zulassungen mit hauptsächlich dem TE-Kürzel.
Dieser Trend setzte sich in den vergangenen Jahren weiter fort. Zum Stichtag 31. Dezember 2019 waren insgesamt 80.743 Fahrzeuge mit Altkennzeichen zugelassen. Dabei machte der Anteil der TE-Kennzeichen 53.716 Stück und der BF-Kennzeichen 27.027 Stück aus. Nach dem gegenwärtigen Stand zählt das Kürzel TE damit zu den beliebtesten Altkennzeichen in Deutschland und hat eine Zuwachsrate von ca. 780 Zulassungen pro Monat bzw. fast 200 Zulassungen pro Woche. Damit kam es zu einer vergleichbar hohen Resonanz wie z. B. bei dem Altkennzeichen des Landkreises Norden im Landkreis Aurich.
| Die zur Anzeige dieser Grafik verwendete Erweiterung wurde dauerhaft deaktiviert. Wir arbeiten aktuell daran, diese und weitere betroffene Grafiken auf ein neues Format umzustellen. (Mehr dazu) |      |        |        |        |        |        |        |      |      |
| \| Bestand \| 2013 \| 2014 \| 2015 \| 2016 \| 2017 \| 2018 \| 2019 \| 2020 \| 2021 \| \| ------- \| ---- \| ------ \| ------ \| ------ \| ------ \| ------ \| ------ \| ---- \| ---- \| \| 608* \| 5670 \| 15.926 \| 25.950 \| 32.822 \| 41.888 \| 46.694 \| 53.716 \| – \| – \| \| 666* \| 2833 \| 7720 \| 11.679 \| 17.465 \| 21.571 \| 29.426 \| 27.027 \| – \| – \| |      |        |        |        |        |        |        |      |      |
| * Altbestand vor der Wiedereinführung am 2. Juni 2013. Quelle: Zulassungsstelle Kreis Steinfurt mit Stand 31. Dezember 2019. |      |        |        |        |        |        |        |      |      |
| Bestand | 2013 | 2014   | 2015   | 2016   | 2017   | 2018   | 2019   | 2020 | 2021 |
| 608* | 5670 | 15.926 | 25.950 | 32.822 | 41.888 | 46.694 | 53.716 | –    | –    |
| 666* | 2833 | 7720   | 11.679 | 17.465 | 21.571 | 29.426 | 27.027 | –    | –    |

Die weitaus niedrigeren Zahlen des BF-Kennzeichen ergeben sich aus dem fehlenden Bezug des Kürzels zu einer Region oder Gemeinde. Im Gegensatz zum TE als typisches und gebräuchliches Kürzel für das Tecklenburger Land ist das BF als Kürzel im öffentlichen Leben nicht mehr präsent. Die ursprüngliche Bedeutung Burgsteinfurt ist mit Auflösung der Stadt während der Gebietsreform verloren gegangen. So wird es irrtümlich heute im Kreis Steinfurt häufig als Bielefelder Kennzeichen in Anlehnung an die westfälische Großstadt Bielefeld (richtig BI) angesehen und erlangte damit nahezu eine humoristische Bedeutung. Die Zulassungszahlen für das BF-Kennzeichen sind nach einem Höhepunkt im Jahr 2018 eingebrochen.

## Sport
2021 bewarb sich der Kreis als Host Town für die Gestaltung eines viertägigen Programms für eine internationale Delegation der Special Olympics World Summer Games 2023 in Berlin. 2022 wurde er als Gastgeber für Special Olympics Kolumbien ausgewählt. Die Delegation bestand aus 33 Personen. Damit wurde der Kreis Teil des größten kommunalen Inklusionsprojekts in der Geschichte der Bundesrepublik mit mehr als 200 Host Towns.